# Antiphospholipid-Syndrom
Das Antiphospholipid-Syndrom (APS) ist eine der häufigsten Autoimmunerkrankungen mit etwa 50 Erkrankten pro 100.000 (Prävalenz), häufiger Frauen (Gynäkotropie). Andere veraltete Bezeichnungen für die Erkrankung sind Cardiolipin-Antikörper-Syndrom, Antiphospholipidantikörper-Syndrom und (selten) APA-Syndrom.
Typische klinische Symptome, die auf ein APS hinweisen können, sind venöse oder arterielle Thrombosen und Embolien, sowie Komplikationen in der Schwangerschaft mit wiederkehrenden Fehlgeburten und intrauterinem Fruchttod.
Zusätzlich gibt es jedoch viele weitere unspezifische Symptome, die die Diagnose eines APS erschweren können. Laborchemisch lassen sich verschiedene Antiphospholipid-Antikörper nachweisen, diese sind jedoch nicht spezifisch, sondern finden sich auch gehäuft bei Erkrankungen des rheumatischen Formenkreises, ebenso bei Gesunden.

## Grundlagen
Beim Antiphospholipid-Syndrom finden sich spezifische Antikörper gegen verschiedene Phospholipide (Cardiolipin u. a.) und phospholipidbindende Proteine wie Prothrombin und beta-2-Glykoprotein I. Durch diese so genannten Antiphospholipid-Antikörper (APA) kommt es zu einer vermehrten Gerinnbarkeit (Hyperkoagulabilität) des Blutes und folglich zu vermehrten Thrombosen.
Man unterscheidet das primäre APS (PAPS), welches unabhängig von anderen Erkrankungen auftritt, vom sekundären APS (SAPS). Das sekundäre APS, welches die weitaus häufigere Form der beiden ist, findet sich insbesondere im Rahmen von Autoimmunerkrankungen. Dabei ist die häufigste Grunderkrankung der systemische Lupus erythematodes (SLE). Sehr viel seltener tritt das sekundäre APS im Rahmen von anderen Erkrankungen wie bösartigen Tumoren, HIV, Infektionen oder als Medikamentennebenwirkung auf. Aus klinischer Sicht ist die Unterteilung in PAPS und SAPS heute aber nicht mehr sinnvoll.
Erstmals beschrieben wurde das Krankheitsbild 1959 durch J. P. Hughes und P. G. I. Stovin. 1983 wurde das Antiphospholipid-Syndrom vom englischen Rheumatologen Graham Robert Vivian Hughes als eigenständiges Krankheitsbild aufgefasst, bei dem Autoantikörper gegen Phospholipide unabhängig von anderen Autoimmunkrankheiten auftreten.
Diese Antiphospholipid-Antikörper können aber auch sekundär im Zusammenhang mit Autoimmunerkrankungen wie Lupus erythematodes, rheumatoider Arthritis oder dem Sjögren-Syndrom detektiert werden. Während sich Phospholipid-Antikörper bei Gesunden nur in etwa 1 bis 5 % nachweisen lassen, kommen sie bei 16 bis 35 % der Lupus-Patienten vor.
Bei 8–14 % der Patienten, bei denen eine Venenthrombose neu aufgetreten war, wurden ebenfalls Phospholipid-Antikörper gefunden, was darauf hinweist, dass die Krankheit deutlich häufiger ist, als lange Zeit angenommen.

## Symptome
- gehäufte Fehlgeburten und Frühaborte
- Präeklampsie
- vermehrtes Vorkommen von arteriellen und venösen Thrombosen und Embolien
- nonbakterielle thrombotische Libman-Sacks-Endokarditis
- dadurch verursachte Erkrankungen wie Lungenembolien, Herzinfarkte, Schlaganfälle, Niereninfarkte etc.
- Verbrauch von Thrombozyten (Blutplättchen), dadurch paradoxe Blutungen, besonders in der Haut (Purpura)
- Hautblutungen, -geschwüre

## Ursachen und Pathomechanismus
Über den Pathomechanismus des Antiphospholipid-Syndroms ist bisher erst wenig bekannt. Man weiß heute, dass Phospholipid-Antikörper – anders als es der Name vermuten lässt – nicht direkt an Phospholipide, sondern an mit ihnen assoziierte Proteine binden. Dazu gehören zum Beispiel beta-2-Glycoprotein I, Prothrombin, Protein C, Protein S, Annexin V oder der Gerinnungsfaktor XII.
Bei der Entstehung des APS spielt das beta-2-Glycoprotein I eine entscheidende Rolle. Normalerweise zirkuliert beta-2-Glycoprotein I als lösliches monomeres Plasmaprotein im Blut. Seine physiologische Funktion ist bisher noch nicht bekannt. Über die Domäne 5 der Polypeptidkette bindet es an anionische Phospholipide in der Zellmembran verschiedener endothelialer Zellen, unter anderem Monozyten und Blutplättchen, die bei der Blutgerinnung eine Rolle spielen.
Durch die Bindung an die Phospholipide erfährt das beta-2-Glycoprotein I eine Konformationsänderung, wodurch die Bindungsstelle für die Phospholipid-Antikörper in der Domäne 1 zugänglich wird. Die Antikörperbindung führt zur Bildung stabiler beta-2-Glycoprotein-I-Dimere, die an verschiedenen Rezeptoren in der Zellmembran binden. Diese werden dadurch aktiviert und setzen bestimmte Prozesse in der Zelle in Gang, in Blutplättchen etwa deren Aktivierung.
Auch Annexin V scheint bei der Entstehung von Thrombosen im Verlauf des APS eine Rolle zu spielen. In vitro blockieren Antikörper im Serum von APS-Patienten die Bindung von Annexin V an Phospholipide und die gerinnungshemmende Wirkung von Annexin V.
Trotz intensiver Forschungen sind noch viele Fragen offen. Für verschiedene andere Proteine, wie Protein S oder Protein C und andere Phospholipide, z. B. Phosphatidylethanolamine, wird ein Zusammenhang mit dem APS vermutet. Ob es eine genetische Korrelation mit dem APS gibt, ist noch nicht abschließend geklärt.

## Diagnostik des APS
Die klinischen Symptome des APS allein lassen eine eindeutige Diagnose der Erkrankung nicht zu, da sie zu wenig spezifisch sind. Deshalb spielen Laboruntersuchungen bei der Diagnose der Krankheit eine sehr wichtige Rolle.
Seit der Formulierung der vorläufigen internationalen Klassifikationskriterien des Antiphospholipid-Syndroms sind zahlreiche grundlegende Forschungsarbeiten und etliche klinische Studien publiziert worden, was zur Revision dieser sogenannten Sapporo-Kriterien führte. Im Jahr 2005 formulierte ein Expertengremium in einem Workshop vor dem Eleventh International Congress on Antiphospholipid Antibodies die aktuell geltenden Klassifikationskriterien.

### Klinische Kriterien
1. Auftreten von vaskulären Thrombosen ohne offensichtliche Entzündungszeichen an den Gefäßwänden.
2. Schwangerschaftskomplikationen wie
- intrauteriner Fruchttod in oder nach der 10. Schwangerschaftswoche eines ansonsten normalen Fötus,

- Frühgeburt vor der 34. Schwangerschaftswoche aufgrund einer Eklampsie (eine plötzliche schwere Erkrankung im letzten Schwangerschaftsdrittel, gekennzeichnet durch Krampfanfälle) oder einer schwerwiegenden Plazentainsuffizienz (unzureichende Funktion des Mutterkuchens),

- drei oder mehr aufeinanderfolgende unerklärliche Spontanaborte vor der 10. Schwangerschaftswoche.

### Laborparameter
- Nachweis von Lupus-Antikoagulans im Plasma, zweimal im Abstand von zwölf Wochen, gemäß den Richtlinien der International Society on Thrombosis and Hemostasis (Scientific Subcommittee on Lupus Anticoagulants/Phospholipid-Dependent Antibodies).
- Erhöhte Anti-Cardiolipin-Titer (IgG und/oder IgM) im Blut. Die Werte müssen bei zwei verschiedenen Gelegenheiten bestimmt werden, die mindestens zwölf Wochen auseinander liegen. Es müssen standardisierte ELISA-Testsysteme für beta-2-Glycoprotein I abhängige Cardiolipin-Antikörper verwendet werden.
- Erhöhte beta-2-Glycoprotein I-Antikörpertiter (IgG und/oder IgM). Die Werte müssen bei zwei verschiedenen Gelegenheiten bestimmt werden, die mindestens zwölf Wochen auseinander liegen. Der Nachweis erfolgt mit einem standardisierten ELISA-Test.

Die Diagnose APS gilt als gesichert, wenn mindestens ein klinisches Kriterium und ein Laborkriterium erfüllt sind.

#### Laboruntersuchungen zur Diagnostik des APS
Gemäß den Diagnosekriterien gibt es zwei unterschiedliche Wege zur Bestimmung der Phospholipid-Antikörper:
Antikörper gegen Cardiolipin (CL) oder beta-2-Glycoprotein I werden mit spezifischen ELISA-Testsystemen nachgewiesen. Die sogenannten Lupus-Antikoagulanzien (LA) werden mit Blutgerinnungstests bestimmt.
Im Allgemeinen ist der Test auf Lupus-Antikoagulans spezifischer, während die Cardiolipin- und beta-2-Glycoprotein I-ELISAs sensitiver sind. APS-Patienten können Antikörper gegen Cardiolipin bzw. beta-2-Glycoprotein I und Lupus-Antikoagulans aufweisen, es können aber auch nur Antikörper aus einer der beiden Gruppen vorliegen. Deshalb ist es erforderlich, im Falle des Krankheitsverdachtes stets beide Tests durchzuführen.
Eine laufende Therapie mit Antikoagulanzien kann LA-Tests beeinträchtigen. Solche Tests werden von den Diagnosekriterien zur Verlaufskontrolle durchgeführt werden bzw. um die Diagnose nach zwölf Wochen zu bestätigen, wie es die Diagnosekriterien fordern. Die Cardiolipin- und beta-2-Glycoprotein I-ELISAs werden dagegen durch gerinnungshemmende Medikamente nicht beeinträchtigt und sind deshalb zur Überwachung der Patienten im weiteren Verlauf vorzuziehen.
Ein Nachteil aller APS-Nachweise war lange Zeit die große Schwankungsbreite zwischen unterschiedlichen Laboren und den einzelnen Tests der verschiedenen Hersteller. Jedes Labor sollte daher qualitativ hochwertige ELISA-Testsysteme verwenden. Inzwischen gibt es für alle Immunglobulinklassen definierte Standardseren, mit denen die Anti-Cardiolipin- und Anti-beta-2-Glycoprotein I-ELISAs kalibriert werden können.

#### Lupus-Antikoagulans
Der Nachweis des Lupus-Antikoagulans (LA) ist wichtig für die Diagnose eines APS. Er basiert auf dem Prinzip, dass Antikörper gegen Thrombin und beta-2-Glycoprotein I mit Vitamin-K-abhängigen Blutgerinnungsfaktoren um Bindungsstellen auf anionischen Phospholipiden konkurrieren und dadurch in vitro die Gerinnungszeit des Blutes verlängern.
Beim LA-Nachweis wird ein stufenweises Vorgehen empfohlen:
Zunächst wird ein Screeningtest zum Nachweis der Verlängerung der Phospholipid-abhängigen Gerinnungszeit durchgeführt. Zum Screening werden zwei so genannte lupussensitive Tests durchgeführt, die bei Vorliegen eines LA beeinflusst werden: Nebst einer lupussensitiven aPTT kommt am häufigsten der Diluted Russel-Viper-Venom-Time-Test (dRVVT), bei dem das Gift der Kettenviper die Gerinnung aktiviert, zum Einsatz. Bei auffälligen Ergebnissen im Screeningtest erfolgt eine Wiederholung nach 1:1 Verdünnung des Patientenplasmas mit Normalplasma. Hierbei soll ausgeschlossen werden, dass eine Verlängerung im Screeningtest durch das Fehlen eines oder mehrerer Gerinnungsfaktoren verursacht ist. Im letzten Schritt erfolgt ein Bestätigungstest, bei dem ein Überschuss an Phospholipiden vorliegt. Normalisieren sich bei Phospholipidüberschuss die Gerinnungszeiten, ist das Vorliegen eines LA bestätigt. Durch einen Vergleich der Gerinnungszeiten zwischen Screening- und Bestätigungstest ist eine Quantifizierung des LA möglich.

#### Anti-Cardiolipin
Die Beobachtung, dass Seren von SLE-Patienten in einem auf der Bindung von Cardiolipin beruhenden Test auf Syphilis regelmäßig falsch positive Ergebnisse zeigten, führte zur Entdeckung der Cardiolipin-Antikörper und zur Entwicklung der ersten Anti-Cardiolipin-ELISAs.
Untersuchungen in den 1990er Jahren zeigten dann, dass es zwei unterschiedliche Typen von Cardiolipin-Antikörpern gibt: solche, die direkt an Cardiolipin binden und solche, die nur in Gegenwart des Plasmaproteins beta-2-Glycoprotein I mit Cardiolipin interagieren. Nur diese Kombinationsantikörper sind spezifisch für das APS oder einen systemischen Lupus erythematodes (SLE).
Anti-Cardiolipin-ELISAs (kurz: Anti-CL) messen den Gehalt an Cardiolipin-Antikörpern in verdünntem Blutplasma, meist in Gegenwart von Rinderserum als Quelle für beta-2-Glycoprotein I. Da aber nicht alle Cardiolipin-Antikörper aus menschlichen Plasmaproben auch an das bovine (also von Rindern stammende) beta-2-Glycoprotein I binden, kann die Leistungsfähigkeit dieser Tests beeinträchtigt sein. Deshalb enthalten moderne Anti-Cardiolipin-ELISAs stets humanes beta-2-Glycoprotein I als so genanntes Coenzym. Damit ist sichergestellt, dass diese Tests sowohl die Antikörper nachweisen, die Cardiolipin allein binden, als auch alle Antikörper gegen Cardiolipin im Komplex mit beta-2-Glycoprotein I.
Die direkten Cardiolipin-Antikörper finden sich nur bei Patienten mit Infektionskrankheiten wie Syphilis, Malaria, infektiöser Mononukleose, Tuberkulose oder Hepatitis A. Ihre Bindung an Cardiolipin kann durch die Anwesenheit von beta-2-Glycoprotein I sogar gehemmt werden.
Außer bei der Diagnose des Antiphospholipid-Syndroms können Cardiolipin-Antikörper auch bei der klinischen Differenzierung von Patienten nach einer Thrombose oder einer Embolie (Blutgefäßverschluss) beitragen. So haben beispielsweise Patienten mit positivem Anti-Cardiolipin-Test nach beendeter Therapie mit Warfarin zur Behandlung einer Thrombose ein deutlich erhöhtes Risiko für ein Rezidiv (einen Rückfall).

#### Anti-beta-2-Glycoprotein I
Beta-2-Glycoprotein I ist ein Plasmaglycoprotein, dessen Polypeptidkette fünf unterschiedliche Domänen aufweist. Domäne V am einen Ende enthält die Bindungsstelle für anionische Phospholipide in der Zellmembran, an die sich beta-2-Glycoprotein I anlagert. Domäne I, am anderen Ende wird bevorzugt von den beta-2-Glycoprotein I-Antikörpern erkannt, die beim Antiphospholipid-Syndrom eine Rolle spielen. Sie stehen im direkten Zusammenhang mit der Entstehung von Thrombosen.
Das Risiko für Thrombosen oder Schwangerschaftskomplikationen steigt mit der Anzahl an positiven Nachweisen für Phospholipid-Antikörper. Es ist am höchsten, wenn alle drei Tests positiv sind, Lupus-Antikoagulans, Anti-Cardiolipin und Anti-beta-2-Glycoprotein I.

#### Andere Antikörper
Andere Antikörper, z. B. gegen Annexin V, Prothrombin, Phosphatidylserin, Phosphatidylcholin, Phosphatidsäure oder Phosphatidylethanolamin haben verglichen mit Anti-Cardiolipin oder Anti-beta-2-Glycoprotein I nur eine eingeschränkte diagnostische Aussagekraft und spielen deshalb eine weniger prominente Rolle. Wichtig ist ihre Bestimmung bei Anti-Cardiolipin- bzw. Anti-beta-2-Glycoprotein I-negativen Patienten, da sie auch allein vorkommen können.
Erste Untersuchungen deuten darauf hin, dass eine Bestimmung des vollständigen Autoantikörperprofils im Zusammenhang mit dem Typ oder der Lokalisation der Thrombose bzw. Embolie und weiteren Risikofaktoren (z. B. Schwangerschaft, genetisch bedingte Thrombophilie) bei der klinischen Differenzierung der Patienten hilfreich sein könnte. Die Bestimmung des vollständigen Phospholipidantikörper-Spektrums verbessert so die diagnostische Spezifität. Außerdem gibt es Hinweise darauf, dass Antikörper gegen Phosphatidylserin auf ein erhöhtes Schlaganfallrisiko hinweisen.
Im Jahr 2014 veröffentlichte Untersuchungen mit einem Immuno-Dot für die gleichzeitige Bestimmung von zehn unterschiedlichen Phospholipid-bindenden Proteinen oder Phospholipiden zeigen einen neuen, vielversprechenden Ansatz für die Bestimmung von Risikofaktoren bei Patienten mit Anti-Phospholipid-Syndrom. Simultan werden in einer Probe mittels einer neuen hydrophoben Membran Anti-Cardiolipin, Anti-β2-GP1, Phosphatidylinositol, Phosphatidylserin, Phosphatidylcholin, Phosphatidylethiolamin, Phosphatidylglycerol, Phosphatidsäure, Annexin V und Prothrombin im Serum gemessen (IgG und/oder IgM). Erste Erprobungen zeigen ein vielversprechendes neues Werkzeug, das für die Untersuchung der Relevanz von aPL-Profilen als Risikofaktoren für APS empfohlen wird.
Die vorstehenden Ergebnisse mit einem Line-Immuno-Dot wurden durch eine internationale Multi-Centerstudie bestätigt und in Arthritis Research & Therapie (2016)18:111 „Antiphospholipid antibodies detected by line immunassay differentiate among patients with antiphospholipid syndrome, with infections and asmptomatic carries“ publiziert. Die Daten zeigen zusammengefasst: gute Übereinstimmung für die Bestimmung von APL in APS-Patienten, zeigt aber zusätzlich Unterschiede bei APS-Patienten mit Infektionen und asymptomatischen Trägern. Und die Ergebnisse zeigen außerdem gute Werte bei der Risiko-Ermittlung arterieller und venöser Thrombosen.

## Therapie und Behandlungsstrategien
Die Behandlung von asymptomatischen Patienten, bei denen Phospholipid-Antikörper nachgewiesen wurden, besteht in einer Thromboseprophylaxe. Hier hat sich in einigen Fällen Acetylsalicylsäure als wirksam erwiesen.
Nach einem thrombotischen Ereignis muss eine effektivere gerinnungshemmende Therapie über einen längeren Zeitraum aufrechterhalten werden. Dies gelingt beispielsweise durch Gabe von Vitamin-K-Antagonisten, wie Phenprocoumon (Marcumar®, Falithrom®). Die Gabe von „direkten oralen Antikoagulanzien“ (DOAK), d. h. Faktor Xa-Hemmern wie Apixaban (Eliquis®), Edoxaban (Lixiana®), Rivaroxaban (Xarelto®), oder Faktor IIa-Hemmern wie Dabigatranetexilat (Pradaxa®), sollte nicht erfolgen, da eine Metaanalyse ein signifikant höheres Risiko für rezidivierende arterielle Thrombosen unter der Therapie mit DOAKs aufwies.
Für schwangere Frauen mit erhöhten Werten für Phospholipid-Antikörper, aber ohne Thrombosen oder Fehlgeburten in der Vorgeschichte, wird eine engmaschige klinische Überwachung und niedrig dosiertes Aspirin oder Heparin ab positivem Test empfohlen. Vitamin-K-Antagonisten sind in der Schwangerschaft grundsätzlich kontraindiziert.
Besonders kritisch ist die Behandlung von Patientinnen, die nach einer Operation oder nach der Entbindung ein sogenanntes katastrophales APS entwickeln. Dabei kommt es zu multiplen Thrombosen in zahlreichen kleineren Blutgefäßen, z. B. der Niere und damit zu akutem Nierenversagen oder zu multiplen Lungenembolien.
Aufgrund der vermehrten Thromboseneigung ist eine Gerinnungshemmung (Antikoagulation) mit Acetylsalicylsäure (ASS), Heparin oder bei einer eventuell ausgeprägten Thrombozytopenie mit Phenprocoumon (z. B. Marcumar) erforderlich. Bei symptomatischen Patienten sollte diese lebenslang durchgeführt werden, bei ansonsten asymptomatischen Patienten nur in Situationen mit erhöhtem Thromboserisiko (z. B. Operationen). In besonders kritischen Situationen können die Antikörper per Plasmapherese aus dem Blut entfernt werden, die weitere Entstehung kann durch Immunsuppressiva wie Mycophenolat-Mofetil unterdrückt werden.
Eine therapiebedingte Verminderung der Antiphospholipid-Antikörper wurde unter der Therapie mit Methotrexat beobachtet. Bei Nierentransplantationen bei Patienten mit dem Antiphospholipidsyndrom konnte in einer sehr kleinen Studiengruppe durch Einsatz des mTOR-Hemmers Sirolimus die Rate des Transplantatüberlebens erhöht werden.

## Ausblick
Beim APS treten klinische Manifestationen auch im Gehirn auf. Dazu gehören Kopfschmerzen, Migräne, Gleichgewichtsstörungen, epileptische Anfälle, transitorische ischämische Attacken oder Infarkte, vor allem bei jungen Leuten unter 45 Jahren. Die Infarkte können sich in der Bildgebung als Veränderungen des Marklagers manifestieren. Histologisch stellen sich diese bei Autopsien als lakunäre Infarkte und Einblutungen aller Gefäße dar.
Diese Ereignisse lassen sich zum großen Teil auf die Minderdurchblutung des Gehirns und die erhöhte Gerinnungsneigung zurückführen. Zunehmend mehren sich aber auch Hinweise auf eine direkte Wirkung der Phospholipidantikörper im Gehirn.